# 巴基斯坦劳动党
巴基斯坦劳动党是巴基斯坦的一个已不存在的托洛茨基主义政党。该党成立于1986年。2009年，该党宣称拥有7300名成员。2012年11月10日，该党与巴基斯坦人民党（Awami Party Pakistan）、巴基斯坦工人党合并为人民工人党。该党曾是第四国际的常驻观察员。

## 外部連結
- Labour Party Pakistan's official website （页面存档备份，存于）
- Mazdoor Jeddojuhd （页面存档备份，存于） LPP weekly magazine produced by party supporters (Urdu)